# Regina Duarte
Regina Blois Duarte (n. 5 februarie 1947) este o actriță braziliană.
A trăit caractere antologice la televizor, cum ar fi Simone Marques de Selva de Pedra (1972), Malu din seria Malu Mulher (1979/1980), personalitatea dublă Luana Camará / Priscila Capricce în Sétimo Sentido (1982), Raquel Accioli de Vale Tudo (1988), bombatica Maria do Carmo de Rainha da Sucata (1990), pe langa actrita care ia dat viata lui Helenas de Manoel Carlos, in romanele Poveste de dragoste (1995), Iubire fără limite (1997), Pagini de viață (2006). În 2008 a trăit comedia Waldete Maria, o femeie expediată, distractivă, pragmatică și fără cartofi în limbaj, în romanul Três Irmãs. Dar, fără îndoială, cel mai mare succes al său a fost extravagantul Viúva Porcina din Roque Santeiro (1985).

## Biografie
Regina, fiica lui Jesus Duarte (militară) și Dulce Blois (profesor de pian), sa născut în orașul Franca, São Paulo. A trăit de la șase la optsprezece ani în Campinas. Are cinci frați: Maria Lúcia, Cláudio, José, Flávio și Tereza.

## Viața personală
Regina are trei copii (André, Gabriela și João Ricardo) și șase nepoți (Manuela și Frederico, fii ai lui Gabriela și Jairo); Théo și Isadora (copiii lui André și Bettina); João Gabriel și Antônio (copiii lui João Ricardo și actrița Regiane Alves). Numai fiica ei Gabriela și-a urmat cariera artistică. Ea și mama ei au jucat împreună în teatrul de operă Iubire fără limite de Manoel Carlos și în miniseria Chiquinha Gonzaga.

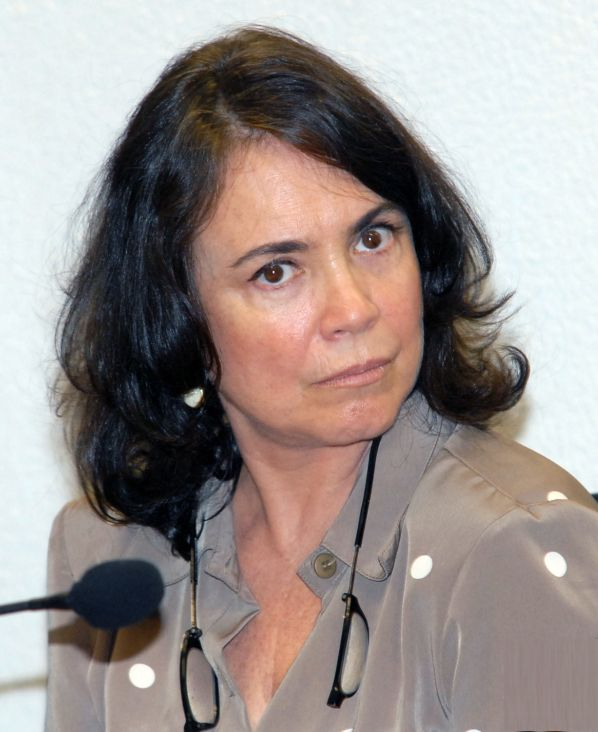
Regina Duarte

Gabriela, născută în 1974, și André, născută în 1970, sunt copii ai Regina cu inginerul Marcos Franco, cu care sa căsătorit în 1969, divorțându-se câțiva ani mai târziu. João Ricardo, născută în 1981, este fiul actriței cu al treilea soț, publicistul argentinian Daniel Gómez.
Regina este în prezent în cea de-a cincea căsătorie, cu fermierul de bovine Eduardo Lippincott.